# Michael Dorris
Michael Anthony Dorris (Louisville, 30 de janeiro de 1945 – Concord, 10 de abril de 1997) foi um romancista e acadêmico americano que foi o primeiro presidente do programa de Estudos Nativos Americanos no Dartmouth College. Seus trabalhos destacam o romance A Yellow Raft in Blue Water (1987) e o livro de memórias The Broken Cord (1989).
The Broken Cord, que ganhou o National Book Critics Circle Award de 1989 de não ficção geral, tratava de como lidar com seu filho adotivo, que sofria de síndrome alcoólica fetal, e os danos generalizados entre crianças nascidas com esse problema. O trabalho ajudou a provocar o Congresso a aprovar uma legislação para alertar sobre os perigos do consumo de álcool durante a gravidez.
Ele era casado com a autora Louise Erdrich, e os dois tiveram uma família de seis filhos. Eles colaboraram em alguns de seus escritos. Eles se separaram em 1995. Posteriormente, cometeu suicídio em 1997 enquanto a polícia investigava alegações de que ele havia abusado de suas filhas.

## Biografia
Filho de Mary Besy (nascida Burkhardt) e Jim Dorris, Michael Dorris nasceu em Louisville, cidade-condado de Kentucky. (O Dorris sênior foi posteriormente relatado como mestiço, com um pai nativo americano).  Seu pai morreu antes de Dorris nascer (supostamente por suicídio durante a Segunda Guerra Mundial). Dorris foi criado como filho único por sua mãe, que se tornou secretária do Partido Democrata. Dois parentes maternos também ajudaram a criá-lo, ou duas tias, ou uma tia e sua avó materna. Na sua juventude, ele passava os verões com parentes de seu pai em reservas nos estados de Montana e Washington. O periódico Washington Post relatou que ele foi criado em parte por um padrasto.
Em um artigo publicado na revista New York dois meses após a morte de Dorris, um repórter citou o historiador tribal Modoc dizendo: "Dorris era provavelmente descendente de um homem branco chamado Dorris, cujos registros mostram ter feito amizade com os Modocs na Costa Oeste pouco antes e após a Guerra Modoc de 1873. Mesmo assim, não há registro de um Dorris ter sido inscrito como cidadão indiano nas listas de Klamath." O Washington Post noticiou: "A mãe do pai de Dorris, que era branca, engravidou de seu namorado indiano, mas, nas circunstâncias em que estavam, ela não podia se casar com ele. Mais tarde, ela se casou com um homem branco chamado Dorris."
Dorris recebeu seu Bachelor of Arts (cum laude) em Inglês e Clássicos da Universidade de Georgetown em 1967 e um mestrado da Universidade Yale em antropologia em 1971, após iniciar os estudos para um diploma de teatro. Ele fez seu trabalho de campo no Alasca, estudando os efeitos da perfuração offshore nas comunidades nativas do Alasca. Em uma época de crescente ativismo nativo americano, em 1972, Dorris ajudou a formar o departamento de Estudos Nativos Americanos do Dartmouth College, e atuou como seu primeiro presidente.
Em 1971, tornou-se um dos primeiros homens solteiros nos Estados Unidos a adotar uma criança. Seu filho adotivo, um menino Lakota de 3 anos chamado Reynold Abel, acabou sendo diagnosticado com síndrome alcoólica fetal. A luta de Dorris para entender e cuidar de seu filho tornou-se o tema de seu livro de memórias de 1987, The Broken Cord (no qual ele usa o pseudônimo de "Adam" para seu filho). Dorris adotou mais duas crianças nativas americanas, Jeffrey Sava em 1974 e Madeline Hannah em 1976, ambos provavelmente sofrendo de síndrome alcoólica fetal.
Ele escreveu o texto que acompanha as fotografias de Joseph C. Farber no livro Native Americans: Five Hundred Years After (1975). Ele foi indicado a uma Bolsa Guggenheim em 1977 por seu trabalho em Antropologia e Estudos Culturais. Em 1980, levou consigo seus três filhos adotivos de Cornish, na Nova Hampshire, para a Nova Zelândia, onde conseguiu um ano sabático.
Depois de retornar aos Estados Unidos em 1981, casou-se com Louise Erdrich, uma escritora de ascendência anishinaabe, germano-americana e métis. Eles se conheceram 10 anos antes, enquanto ele dava aulas em Dartmouth e ela era uma estudante. Durante seu ano sabático na Nova Zelândia, Dorris e Erdrich começaram a se corresponder regularmente pelo correio. Após o casamento, ela adotou seus três filhos. Eles tiveram três filhas juntos: Persia Andromeda, Pallas Antigone e Aza Marion.
Dorris e Erdrich contribuíram para a escrita um do outro e juntos escreveram ficção romântica sob o pseudônimo de Milou North para complementar sua renda. Muitas das últimas peças foram publicadas na revista britânica Woman.
Erdrich dedicou seus romances The Beet Queen (1986), Tracks (1988) e The Bingo Palace a Dorris. A família morava em Cornish, Nova Hampshire.
Enquanto dava aulas em Dartmouth, Dorris frequentemente orientava outros alunos. Ele fez parte do esforço bem-sucedido para eliminar o mascote indígena da faculdade. Em 1985, depois que o casal recebeu grandes doações, a família mudou-se por um ano para Northfield, Minnesota.
A partir de 1986, o filho de Dorris, Sava, foi transferido para um colégio interno e uma escola militar. Madaline começou a frequentar este ambiente escolar aos doze anos. Após o sucesso de The Broken Cord em 1989 e um adiantamento de 1,5 milhão de dólares para o esboço de Crown of Columbus, Dorris deixou de lecionar em Dartmouth para se tornar um escritor em tempo integral. Em 1991, seu filho mais velho, Reynold Abel, foi atropelado por um carro e morreu. Dorris, Erdrich e suas três filhas se mudaram para Kalispell, Montana, supostamente por causa das ameaças de morte que Sava havia feito contra elas. Mais tarde, eles voltaram para Nova Hampshire em 1993. Eles finalmente se mudaram para a Mansão Piper em Minneapolis.
Sava enviou uma carta ao casal em 1994 ameaçando "destruir suas vidas" e exigindo dinheiro. Dorris e Erdrich levaram Sava ao tribunal por tentativa de roubo. O primeiro júri chegou a um impasse e, no ano seguinte, Sava foi absolvido das acusações.
O casal se separou em 1995. Dorris foi para tratamento de abuso de álcool em Hazelden. Dorris e Erdrich se divorciaram em 1996. Dorris se considerava "viciado em" Erdrich e caiu em depressão.
Madeline e duas das filhas biológicas de Dorris fizeram acusações de abuso contra ele. Em março de 1997, Dorris fez uma tentativa de suicídio. Em 10 de abril de 1997, ele usou uma combinação de asfixia, drogas e álcool para acabar com sua vida no Brick Tower Motor Inn em Concord, Nova Hampshire. Em conversas com amigos, Dorris manteve sua inocência e sua falta de fé de que o sistema legal o inocentaria sem que ele "demolisse" sua esposa e filhos em um julgamento "vicioso". Com sua morte, as investigações criminais sobre as acusações de abuso sexual foram encerradas.

## Recepção
Seu romance Yellow Raft in Blue Water (1987) foi considerado uma das "melhores estreias literárias do final do século XX". Conta a história de três gerações de mulheres, de forma não linear, de múltiplas perspectivas, uma técnica que Dorris também usaria com frequência em seus escritos posteriores.
Seu livro de memórias The Broken Cord é creditado por trazer "a atenção internacional para o problema da síndrome alcoólica fetal " (abreviado do inglês: FAS). O livro ganhou vários prêmios, entre eles, Christopher Award e o National Book Critics Circle Award de não-ficção em geral. É creditado por inspirar a legislação do Congresso sobre FAS. Foi adaptado como um filme feito para a TV, com Jimmy Smits interpretando Dorris. Em um ensaio originalmente publicado na WicaSa Review, Elizabeth Cook-Lynn critica Dorris e Erdrich (que escreveram o Prefácio), alegando que eles estavam pedindo a prisão de mães nativas alcoólicas durante a gravidez para prevenir a síndrome alcoólica fetal.
Quando Erdrich e ele coescreveram The Crown of Columbus (a única ficção pela qual compartilham oficialmente o crédito, embora frequentemente declarem que colaboraram em outras obras), cada um escreveu individualmente um rascunho preliminar de cada seção. Dentro do romance, vários personagens estão escrevendo colaboradores. A obra foi caracterizada como uma representação autobiográfica dos "prazeres e problemas" criativos que Dorris e Erdrich compartilhavam.
Em Cloud Chamber (1997), Dorris continuou a história das famílias apresentadas em Yellow Raft in Blue Water, contando "a difícil história de pessoas difíceis vivendo vidas difíceis com muita coragem". Foi descrito como escrito em "prosa evocativa".
Dorris publicou três obras para jovens adultos durante sua vida; The Window foi publicado postumamente. Esses romances também exploram seus temas de identidade e rivalidade entre irmãos.

## Obras publicadas
- 1975: Native Americans Five Hundred Years After (with photographer Joseph Farber)
- 1983: A Guide to Research on North American Indians (com Mary Byler e Arlene Hirschfelder)
- 1987: A Yellow Raft in Blue Water
- 1989: The Broken Cord: Fetal Alcohol Syndrome and the Loss of the Future
- 1991: The Crown of Columbus (com Louise Erdrich)
- 1991: Route Two and Back (com Louise Erdrich)
- 1992: Morning Girl
- 1993: Working Men
- 1993: Rooms in the House of Stone
- 1994: Paper Trail (ensaios, 1994)
- 1995: Guests (1995)
- 1996: Sees Behind Trees (1996)
- 1997: Cloud Chamber (1997)
- 1997: The Window (1997)
- 1997: The Most Wonderful Books: Writers on Discovering the Pleasures of Reading